# 김선희의 그대 창가에서
김선희의 그대 창가에서는 TBC Dream FM에서 진행하는 대구·경북 전지역에 송출되는 깊은 밤 대중가요 전문 라디오 프로그램이다.
진행자는 TBC 아나운서 김선희이며, 방송시간은 매일 깊은 밤 2시 ~ 3시까지다. 2019년 3월 23일 자로 2년만에 폐지되었다.

## 주파수 소개
- 대구/경주/구미: 99.3Mhz
- 포항/영덕/울진: 99.7Mhz
- 안동/영주/문경 경북북부: 106.5Mhz
- 성서/지산/범물 일부지역: 106.5Mhz

## 경쟁 프로그램
- 경제로 통일로 (KBS대구 제1라디오, KBS안동 제1라디오, KBS포항 제1라디오)
- 대한민국 인기가요 (KBS대구 제2라디오 해피FM)
- 세상의 모든 음악 전기현입니다 (KBS대구 음악FM)
- 조PD의 비틀즈 라디오 (대구MBC 표준FM, 안동MBC 표준FM, 포항MBC 표준FM)
- 신혜림의 JUST POP (대구MBC FM4U, 안동MBC FM4U, 포항MBC FM4U)
- 밤의 동산에서 (대구CBS 표준FM, 포항CBS 표준FM)
- 이지현의 한밤의 음반가게 (대구CBS 음악FM)
- 은혜의 찬양 (febc 대구극동방송)
- 찬양이 있는 곳에 (febc 포항극동방송)
- 흐르는 음악처럼 (대구국악방송)

| TBC Dream FM      |                        |                          |
| 이전              | 김선희의 그대 창가에서 | 다음                     |
| 애프터 클럽       | 김선희의 그대 창가에서 | 김주우의 팝 스테이션     |
| 밤 1시 ~ 새벽 2시 | 새벽 2시 ~ 새벽 3시    | 새벽 3시 ~ 새벽 4시 55분 |
|                   |                        |                          |